# 大生部多
大生部多（おおうべ の おお）乃《日本書紀》記載鼓吹村人膜拜常世神的人物，他宣稱祭拜此神可使富者長壽、貧者富裕、年長者返老還童。

## 概要

### 日本書紀之記載
據《日本書紀》卷第廿四皇極天皇3年（644年）7月條記載，東國富士川河畔有一人名喚大生部多，勸村人祭祀一種蟲並說：「這種蟲叫做常世神，祭拜此神的人可獲得財富與長壽。」巫覡遂佯借神語詐稱：「祭拜常世神者，貧者致富、老者重返青春。」於是鼓動村民捨棄家財，於路邊陳列酒菜六畜，並大聲呼喊「新的財富趕快入來！」此信仰全盛時期，人人取常世蟲置於清座，載歌載舞祭拜蟲神，傾家蕩產只為求財求福。葛野秦河勝厭惡大生部多妖言惑眾，遂將之笞打一頓，巫覡也恐懼招禍，所以不再鼓吹祭拜常世神。時人便作歌曰：「縱聞此為神中神，太秦打懲常世神」。
此蟲者，常生於橘樹或曼椒，長四寸餘，大如指頭。色綠而有黑點，貌似蠶。

## 解說
日本神話中常世國位於大海的彼方，是一個不老不死的世界，幫助大國主神建國的少彥名及浦島太郎皆渡往常世國。《記紀》二書皆記載，垂仁天皇派遣多遲摩毛理（タヂマモリ，此為《古事記》用語，《日本書紀》作「田道間守」）至常世國求「四時皆能放散香氣之木實」，即為橘。因此大生部對村民說橘樹上的毛毛蟲是神明，其實是穿鑿附會的誆騙。
當時地方豪族多半篤信佛教，屬於渡來氏族的秦河勝也是。常世神的興盛時期，人民不事生產，傾家蕩產祭祀常世蟲，整天載歌載舞只求福財，引發許多社會問題。把持政治權力的秦河勝對於這種新興宗教感到如芒在背，最終將之討伐鎮壓，最後大生部多生死不明。

## 內部連結
- 常世神
- 秦河勝

## 外部連結
- （日語）京都にての人々：秦河勝（页面存档备份，存于）